# Albania w okresie komunizmu
Albania w okresie komunizmu – okres w dziejach Albanii od zakończenia II wojny światowej do upadku komunizmu w tym kraju. Jedno z państw bloku wschodniego.
Przez cały ten okres krajem rządziła marksistowsko-leninowska Albańska Partia Pracy, na której czele stał (sprawując de facto władzę dyktatorską) Enver Hoxha do swojej śmierci w 1985 roku, a po nim Ramiz Alia do transformacji ustrojowej w latach 1991–1992. Obaj rządzili Albanią, ustanawiając stalinowski styl administracji państwowej i uprawiając politykę łączącą elementy komunizmu, nacjonalizmu oraz izolacjonizmu. Ograniczenia w podróżowaniu i wydawaniu wiz sprawiły, że socjalistyczna Albania stała się jednym z najtrudniejszych krajów do odwiedzenia oraz opuszczenia na świecie, porównywanym do Korei Północnej. W 1967 roku ogłosiła się pierwszym państwem ateistycznym na świecie, jednak po upadku komunizmu w 1991 roku praktyki religijne powoli zaczęły się odradzać. Albania była jedynym członkiem Układu Warszawskiego, który formalnie wystąpił z sojuszu przed 1990 rokiem, co było spowodowane inwazją Układu Warszawskiego na Czechosłowację w sierpniu 1968 roku. Rząd wdrażał rozległe reformy w obszarach przemysłu, rolnictwa, edukacji, sztuki i kultury, które przyczyniły się do ogólnego wzrostu poziomu życia ludności albańskiej. Wydarzenia te zbiegły się jednak z politycznymi represjami ze strony tajnej policji, Sigurimi, które obejmowały masowe zwolnienia z pracy, uwięzienie w obozach pracy przymusowej oraz egzekucje. Pierwsze wielopartyjne wybory w socjalistycznej Albanii odbyły się 31 marca 1991 roku – komuniści zdobyli w nich większość w rządzie tymczasowym. Republika Albanii została proklamowana 29 kwietnia 1991 roku, a kolejne wybory parlamentarne odbyły się 22 marca 1992 roku. Transformacja ustrojowa trwała do przyjęcia nowej konstytucji Albanii w dniu 28 listopada 1998 roku.

## Galeria

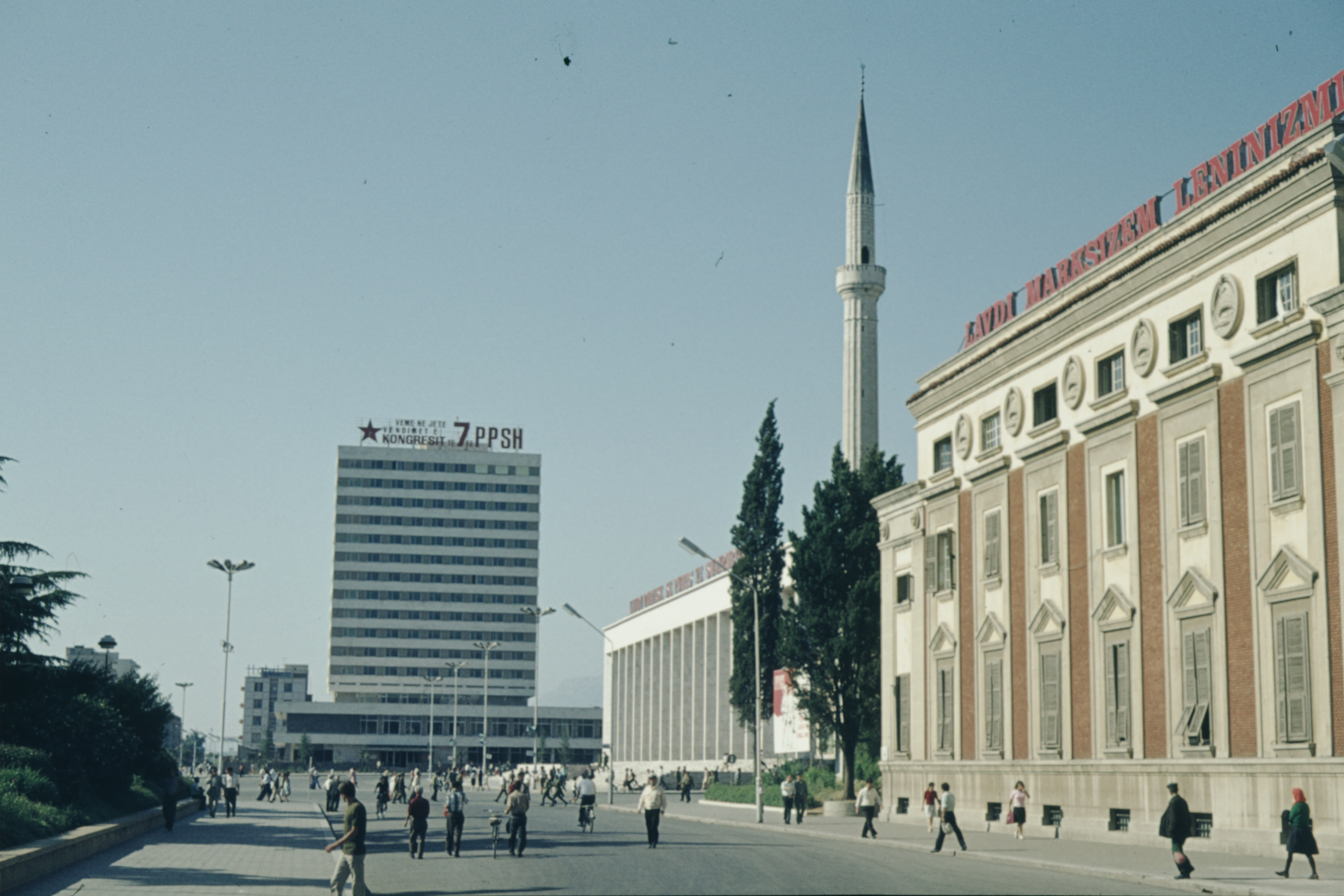
Tirana w 1978 roku
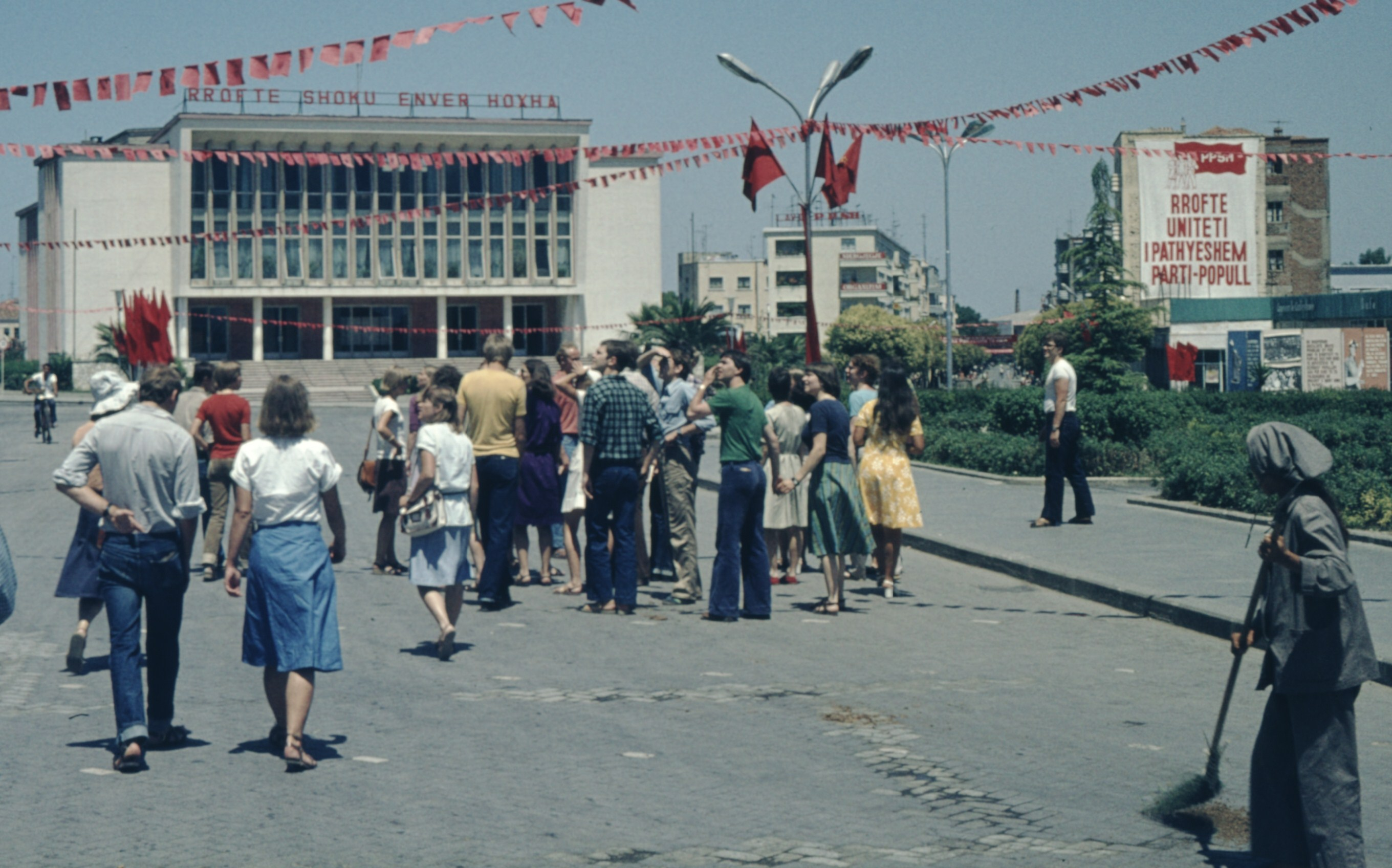
Durrës w 1978 roku
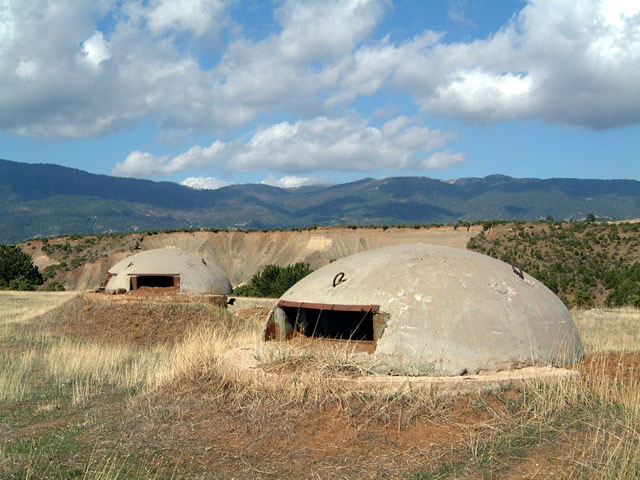
Dwa ze 173 371 betonowych bunkrów otaczających komunistyczną Albanię